# جیم کوک (بازیکن فوتبال، زاده ۱۹۰۴)
جیم کوک (انگلیسی: Jim Cook؛ زادهٔ ۱۹۰۴) بازیکن فوتبال است.
از باشگاه‌هایی که در آن بازی کرده‌است می‌توان به باشگاه فوتبال گریمزبی تاون اشاره کرد.